# El Castell (Santa Maria de Martorelles)
El Castell és un edifici eclèctic en mal estat de conservació al municipi de Santa Maria de Martorelles (Vallès Oriental) que forma part de l'Inventari del Patrimoni Arquitectònic de Catalunya.
Edifici de planta irregular, al que se l'hi han afegit diferents annexes tant en la seva part anterior com en pla posterior. De fet tota l'atenció queda centrada en la façana que actua com un teló o un decorat escenogràfic: està realitzat en forma de castell, simulant dues torres que flanquegen un cos central i són coronats amb pinacles o punxes i uns merlets. El cos central també és acabat en la seva part superior per merlets i una sèrie d'arcuacions i es troba lleugerament més endarrerit que els cossos laterals. Tot el conjunt es troba arrebossat i emblanquinat. En la part inferior dreta de la façana s'hi ha afegit posteriorment un annexa.
Sembla que l'actual estructura arquitectònica pot recobrir una antiga masia, sent aquesta probablement del segle xix (revivals, moviments eclèctics, modernisme). L'actual propietari creu que fou una clínica d'una anomenat Dr. Pi, perquè a l'interior conservava, fins feia poc, un passadís que recorria tota la casa i comunicava petites habitacions individuals.